# Де ла Парра, Пим
Пим де ла Парра (нидерл. Pim de la Parra; 5 января 1940, Парамарибо — 6 сентября 2024, Парамарибо) — голландский режиссёр, актёр, продюсер и сценарист суринамского происхождения. Вместе с Вимом Верстаппеном участвовал в создании авангардного кино.

## Биография
Окончил Академию кинематографии в Амстердаме в 1964 году и вместе с Николаем ван дер Хейде и Гиедом Яспарсом основал киножурнал «Skoop». Начиная с 1966 года режиссирует и продюсирует фильмы совместно с Вимом Верстаппеном, а в 1967 году основывает «Scorpio Films». Их самый большой успех — фильм «Блю муви» 1971 года.
В 1991 году награждён Особым призом жюри на Нидерландском кинофестивале за все свои работы.
Умер 6 сентября 2024 года в возрасте 84 лет после непродолжительной болезни в Парамарибо.

## Избранная фильмография
- Ох, Тамара (1965; Aah... Tamara) — номинация на Золотую пальмовую ветвь за Лучший короткометражный фильм.
- Obsessions (1969).
- Бесславное возвращение Йозефа Катуса в страну Рембрандта (1965).
- Блю муви (1971).
- Франк и Ева (1973).
- Алисия (1974).
- Дакота (1974).
- Рыжая Син (1975).
- Поль Шевролет и последняя галлюцинация (1985; Paul Chevrolet en de ultieme hallucinatie) — номинация на Международный приз фантазийного кино за Лучший фильм (1986).
- Любовная одиссея (1986).
- Потерянный в Амстердаме (1989; Lost in Amsterdam) — номинация на Международный приз фантазийного кино за Лучший фильм (1990).